# Arthrocnodax wissmanni
Arthrocnodax wissmanni är en tvåvingeart som beskrevs av Jean-Jacques Kieffer 1924. Arthrocnodax wissmanni ingår i släktet Arthrocnodax och familjen gallmyggor.
Artens utbredningsområde är Tyskland. Inga underarter finns listade i Catalogue of Life.